# Явански ширококлюн
Яванският ширококлюн (Eurylaimus javanicus) е вид птица от семейство Ширококлюнови (Eurylaimidae).

## Разпространение
Видът е разпространен в Бруней, Виетнам, Индонезия, Камбоджа, Лаос, Малайзия, Мианмар и Тайланд.